# 三登炭鉱線
三登炭鉱線（サムドゥンタングァンせん）は、朝鮮民主主義人民共和国平壌直轄市江東郡にある三登駅から岱里駅までを結ぶ鉄道路線である。

## 歴史
- 1984年 - 全線電化[1]。

## 路線データ
- 路線距離：三登～岱里間4.8km
- 駅数：2（両端駅を含む）
- 軌間：1435mm
- 電化区間：全線（直流3000V）
- 複線区間：なし

## 駅一覧
- 駅所在地は全線平壌直轄市江東郡内。

| 駅名   | 駅名   | 駅名    | 駅間キロ (km) | 累計キロ (km) | 接続路線             |
| 日本語 | 朝鮮語 | 英語    | 駅間キロ (km) | 累計キロ (km) | 接続路線             |
| ------ | ------ | ------- | ------------- | ------------- | -------------------- |
| 三登駅 | 삼등역 | Samdŭng | 0.0           | 0.0           | 北朝鮮鉄道省：平徳線 |
| 岱里駅 | 대리역 | Taeri   | 4.8           | 4.8           |                      |

## 参考資料
- 国分隼人（2007年）. 『将軍様の鉄道 北朝鮮鉄道事情』, 新潮社. ISBN 9784103037316